# 설렁제
설렁제는 판소리에 쓰이는 조의 하나. 덜렁제 또는 드렁조라고도 한다.
권마성(勸馬聲)가락에서 나왔다 하며, 길게 외치는 가락과 뚝뚝 떨어지는 가락으로 되었다. 매우 경쾌하고 씩씩한 느낌을 주며 판소리 사설에서 무사적인 인물이 경쾌하게 외치며 거드럭거리는 대목에 쓰인다. 유명한 대목은 <춘향가>의 군로 사령, <심청가>의 남경선인, <흥보가>의 제비 후리러 나가는 데 등이다.